# Gostkowo (województwo kujawsko-pomorskie)
Gostkowo – wieś w Polsce, w województwie kujawsko-pomorskim, w powiecie toruńskim, w gminie Łysomice.
W latach 1975–1998 miejscowość należała administracyjnie do województwa toruńskiego. Według Narodowego Spisu Powszechnego (III 2011 r.) liczyła 538 mieszkańców. Jest piątą co do wielkości miejscowością gminy Łysomice.

## Zabytki

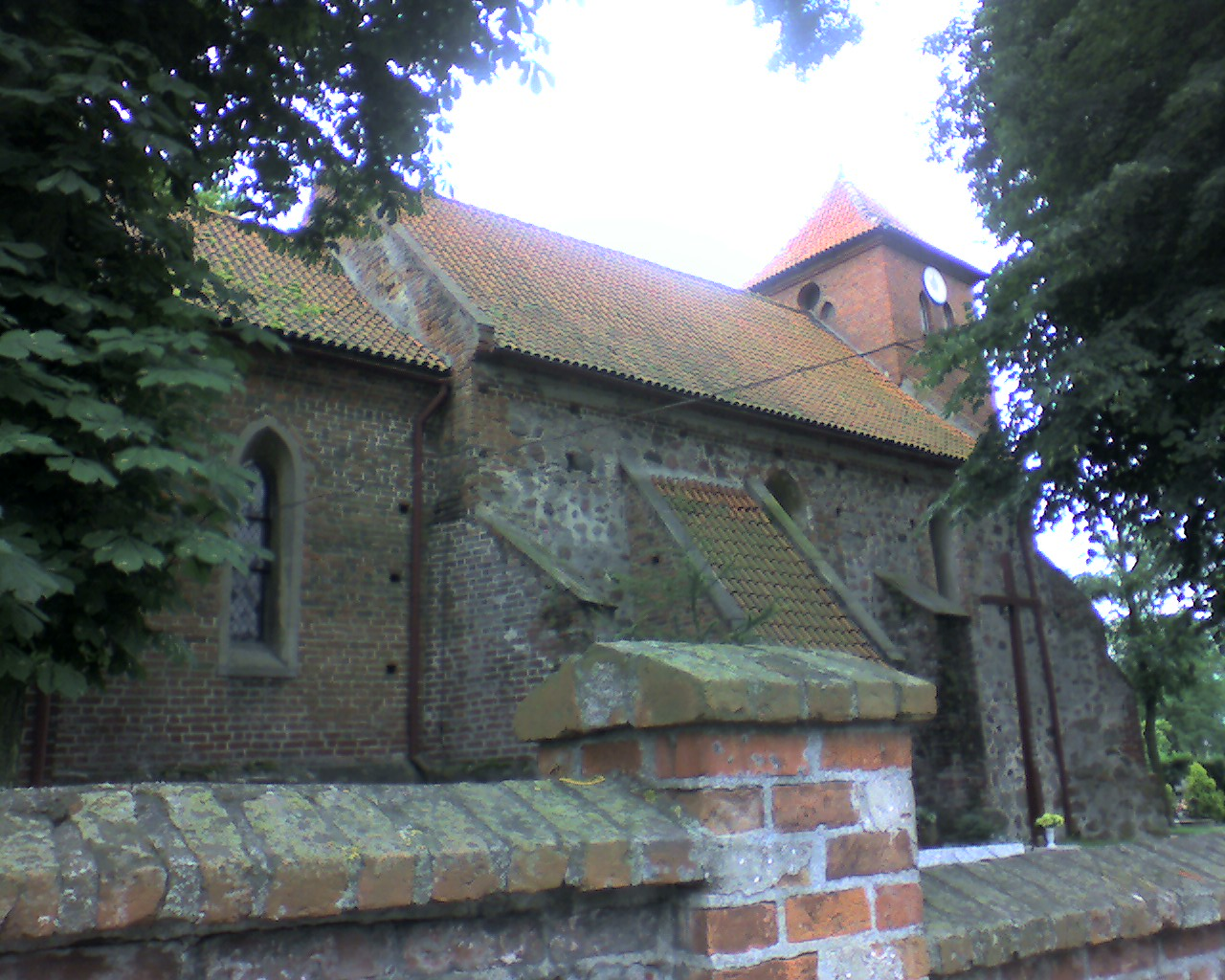
Kościół w Gostkowie

- Kościół gotycki parafialny Wniebowzięcia Najświętszej Marii Panny z przełomu XIII i XIV wieku, murowany z kamienia polnego i cegły, jednonawowy z wieżą dobudowaną w roku 1928. We wnętrzu znajduje się kilka gotyckich rzeźb (belka tęczowa z grupą Ukrzyżowania – krucyfiks z połowy XIV w., Matka Boska i św. Jan z około 1400 r.; Matka Boska z Dzieciątkiem z około 1420 r., rzeźba św. Benona z około 1500 r.). Pozostałe wyposażenie wnętrza głównie barokowe – ołtarz główny z początku XVIII w., ołtarze boczne z około 1700 r. i około 1730 r., stalle z XVIII w., ambona rokokowa z 2. połowy XVIII w. Na wieży dzwony: późnogotycki z 1511 r. i drugi z 1570 r.